# Police cantonale (Fribourg)
 (septembre 2023).
La mise en forme du texte ne suit pas les recommandations de Wikipédia : il faut le « wikifier ».
Les points d'amélioration suivants sont les cas les plus fréquents. Le détail des points à revoir est peut-être précisé sur la page de discussion.
- Les titres sont pré-formatés par le logiciel. Ils ne sont ni en capitales, ni en gras.
- Le texte ne doit pas être écrit en capitales (les noms de famille non plus), ni en gras, ni en italique, ni en « petit »…
- Le gras n'est utilisé que pour surligner le titre de l'article dans l'introduction, une seule fois.
- L'italique est rarement utilisé : mots en langue étrangère, titres d'œuvres, noms de bateaux, etc.
- Les citations ne sont pas en italique mais en corps de texte normal. Elles sont entourées par des guillemets français : « et ».
- Les listes à puces sont à éviter, des paragraphes rédigés étant largement préférés. Les tableaux sont à réserver à la présentation de données structurées (résultats, etc.).
- Les appels de note de bas de page (petits chiffres en exposant, introduits par l'outil «  Source ») sont à placer entre la fin de phrase et le point final[comme ça].
- Les liens internes (vers d'autres articles de Wikipédia) sont à choisir avec parcimonie. Créez des liens vers des articles approfondissant le sujet. Les termes génériques sans rapport avec le sujet sont à éviter, ainsi que les répétitions de liens vers un même terme.
- Les liens externes sont à placer uniquement dans une section « Liens externes », à la fin de l'article. Ces liens sont à choisir avec parcimonie suivant les règles définies. Si un lien sert de source à l'article, son insertion dans le texte est à faire par les notes de bas de page.
- La présentation des références doit suivre les conventions bibliographiques. Il est recommandé d'utiliser les modèles {{Ouvrage}}, {{Chapitre}}, {{Article}}, {{Lien web}} et/ou {{Bibliographie}}. Le mode d'édition visuel peut mettre en forme automatiquement les références.
- Insérer une infobox (cadre d'informations à droite) n'est pas obligatoire pour parachever la mise en page.

Pour une aide détaillée, merci de consulter Aide:Wikification.
Si vous pensez que ces points ont été résolus, vous pouvez retirer ce bandeau et améliorer la mise en forme d'un autre article.

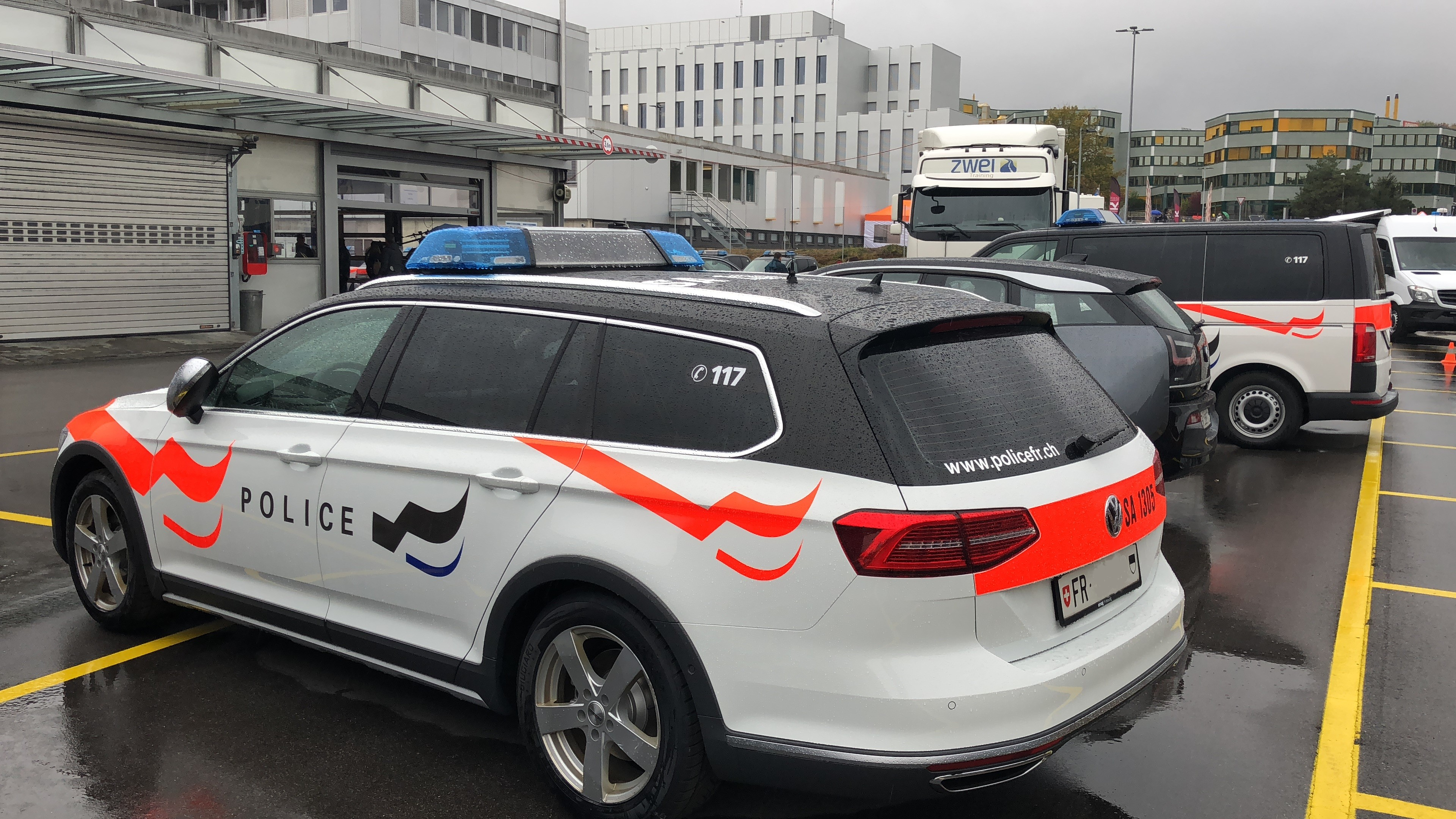
Voiture de la Police cantonale de Fribourg

La Police cantonale fribourgeoise est le corps de police général de l'État de Fribourg, en Suisse. 
Elle veille au maintien de l'ordre et de la sécurité publique à l'intérieur du canton, grâce à ses différents corps de Gendarmerie et de Police de sûreté (police judiciaire).

## Chiffres clés
En 2022, la police cantonale fribourgeoise a  notamment effectué les missions suivantes: 
- 52 724 traitements d'appels d'urgence
- 119 dispositifs de recherches de personnes
- 2 628 interventions pour des personnes en difficulté
- 198 levées de corps
- 1114 constats d’accident de la route
- 982 dénonciations pénales dans le domaine Cyber
- 819 enquêtes consécutives à des vols par effraction
- 25 dispositifs de sécurisations de manifestations publiques
- 1 340 contrôles de vitesse (radars mobiles)
- 245 interventions du groupe d’intervention (GRIF)
- 344 engagements de la section canine
- 4 interventions lors d'accidents de navigation
- 11 engagements de maintien de l'ordre sur territoire fribourgeois

La police cantonale fribourgeoise est composée de :
- 756 collaborateurs, dont 212 femmes
- 297 véhicules (voitures, motos, bateaux, vélos électriques)
- 612 agents et auxiliaires de police 119 civils et personnes en formation
- 581 francophones 175 germanophones.

## Missions
Les missions de la police cantonale, définies dans la loi sur la police cantonale, sont d'assurer la sécurité publique, le maintien de l'ordre et l'observation des lois. Elle est au service de la population et des autorités.
Ses tâches sont : 
- de prévenir les atteintes à la sécurité et à l'ordre publics et d'intervenir en cas de besoin;
- de constater les infractions, d'en rassembler les preuves et d'en découvrir les auteurs, conformément aux dispositions de la procédure pénale;
- d'assurer, lorsque le recours à la force est nécessaire, l'exécution des décisions administratives et judiciaires;
- de prêter assistance en cas de danger grave ou d'accident;
- de déclencher l'alarme et de prendre les premières mesures en cas de catastrophe;
- de prévenir les infractions.

## Histoire
La création de la police dans le canton de Fribourg remonte à la promulgation de la loi du 16 mai 1804. La police de sûreté est créée le 12 mai 1920, lorsque le Grand Conseil a adopté la loi instituant un corps d’agents de sûreté.

### Les commandants de la police cantonale
La police cantonale est commandée depuis le 1er janvier 2018 par Philippe Allain.
Les personnes suivantes ont commandé la police cantonale fribourgeoise : 
- 1986-2011 Pierre Nidegger
- *2011-2018 Pierre Schuwey

## Organisation
La Police cantonale fribourgeoise se divise en trois divisions principales, elles-mêmes divisées en plusieurs unités distinctes.
L'organisation générale se divise en trois organes principaux :
- Les services de support qui regroupent les services du commandement, la division logistique/informatique ainsi que la division des ressources humaines et de la formation;
- La Gendarmerie;
- La Police de Sûreté (police judiciaire).

### La Gendarmerie
Le corps de Gendarmerie cantonale veille au maintien de l'ordre et de la sécurité publique, seule ou en collaboration avec la Police de sûreté. Au 31 décembre 2017, elle compte 338 agents formés ; 22 auxiliaires et 28 civils.
Elle est composée de 3 unités d'interventions régionales, d'une unité spécialisée, d'une unité consacrée à la police de la circulation ainsi que d'un commandement spécifique.
- Les centres d'intervention régionaux sont :
  - Le poste de la région nord, basé à Domdidier ;
  - Le poste de la région centre, basé à Granges-Paccot ;
  - Le poste de la région sud, basé à Vaulruz.
- Les autres unités sont :
  - La Police de la circulation et sécurité routière;
  - Le commandement des unités spéciales;
  - Le commandement de la Gendarmerie.

### La Police de proximité
Chaque unité régionale est constituée d'une section d'intervention ainsi que d'une section de police de proximité. Cette dernière assure une action quotidienne au contact de la population et des autorités. Son but est notamment d'agir en amont de la délinquance en menant des missions de préventions en partenariat et au niveau local. En réduisant l'impact des problèmes quotidiens, son action vise non seulement à améliorer le vivre ensemble, mais également à baisser le volume des interventions d'urgence.
La Police de proximité partage les mêmes uniformes que la Gendarmerie cantonale